# VISO
VISO (Den nationale videns- og specialrådgivningsorganisation),  er en dansk organisation under Servicestyrelsen, som er et rådgivende organ over for kommuner, borgere og institutioner.
Områderne som der rådgives omkring er blandt andet  de ældre medborgere i forbindelse med udvikling, undervisning og forskning, de socialt udsatte, for eksempel alkoholikere, stofmisbrugere, sindslidende hjemløshed, prostitution, vold i nære relationer samt senfølge af seksuelle overgreb samt relevant rådgivning til børn, unge og handicappede.

## Ekstern henvisning
- VISOS hjemmeside Arkiveret 11. februar 2011 hos  Wayback Machine